# Lądowisko Zielona Góra-Szpital Uniwersytecki im. Karola Marcinkowskiego
Lądowisko Zielona Góra-Szpital Uniwersytecki im. Karola Marcinkowskiego – lądowisko sanitarne w Zielonej Górze, w województwie lubuskim, położone przy ul. Zyty 26. Przeznaczone jest do wykonywania startów i lądowań śmigłowców sanitarnych i ratowniczych w dzień i w nocy o dopuszczalnej masie startowej do 5700 kg. Zlokalizowane jest na dachu budynku.
Oficjalne otwarcie odbyło się 21 września 2012.
Zarządzającym lądowiskiem jest Szpital Uniwersytecki im. Karola Marcinkowskiego w Zielonej Górze sp. z o.o. W roku 2012 zostało wpisane do ewidencji lądowisk Urzędu Lotnictwa Cywilnego pod numerem 174